# إبراهيم جورج خير الله
إبراهيم جورج خيرالله (11 نوفمبر 1849 - 6 مارس 1929)، ولد في إيالة صيدا في عهد الدولة العثمانية، كان أحد مؤسسي أول مجتمع بهائي في أمريكا، إلى جانب أنطون حداد. ولد لعائلة نصرانية في قرية على جبل لبنان عام 1849، ثم درس الطب في الكلية السورية البروتستانتية في بيروت.

## التحول والهجرة
اعتنق إبراهيم جورج خير الله الديانة البهائية أثناء إقامته في مصر عام 1889 عندما التقى حاجي عبد الكريم الطهراني. طاف خيرالله أوروبا وفي نهاية المطاف استقر في الولايات المتحدة في أواخر عام 1892 حيث انضم إلى أنطون حداد، أول بهائي جاء إلى أمريكا. في البداية، استقر خيرالله في نيويورك حيث بدأ بألقاء دروس «الباحث عن الحقيقة»[بحاجة لمصدر]. زار تشارلز أوغسطس بريجز وآخرين، وكذلك قام بزيارة الجالية السورية في نيويورك.
في عام 1894، انتقل خيرالله إلى شيكاغو بعد الاهتمام والرعاية التي تلقاها من المعرض العالمي الكولومبي لمؤتمر أديان العالم. في شيكاغو قام بألقاء دروس «الباحث عن الحقيقة». كان ثورنتون شايس من أوائل الذين اعتنقوا الإسلام أثناء وجود خير الله في شيكاغو، وكان قد قرأ العرض التقديمي عن البهائيين في المعرض، ويعتبر عمومًا أول من اعتنق الدين البهائي من الغربيين. وقد كان أفراد آخرون قد تحولوا إلى البهائية، لكن لم يبقى أي منهم في عضوًا البهائية. يرى الباحث روبرت ستوكمان أن أهمية شايس كونه من من أوال المفكرين البهائيين في أمريكا الشمالية، وداعية، ومسؤول، ومنظم لا يزال موضع تقدير، ترك موت شايس فجوة في المجتمع البهائي في أمريكا الشمالية ظلت شاغرة حتى صعودها إلى مكانة بارزة في على يد هوراس هولي في أوائل القرن العشرين، وهو المطور الرئيسي للمنظمة البهائية في الولايات المتحدة وكندا. وانضم هوارد ماكنوت إلى دين البهائية من خلال دروس خير الله الأولى، والذي أراد لاحقا «إعلان السلام العالمي»، وهي مجموعة بارزة من عناوين عبد البهاء (خطب ومحادثات) خلال رحلاته في أمريكا. صُنف كلا الرجلين كـ«تلاميذ عبد البهاء» و «دعاة العهد» من قبل شوقي أفندي. هناك تلميذة أخرى من فصول خير الله وهي لوا غتسینغر، التي عُينت على أنها «المعلمة الأم للغرب». آخر من «صدق» في الفصل وانضم إلى البهائية هو أونوريه جاكسون. انتقل خيرالله مرة أخرى إلى كينوشا بولاية ويسكونسن عام 1895، حيث سرعان ما تطور المجتمع البهائي بشكل كبير.
بسبب نجاحه في نشر العقيدة البهائية في أمريكا الشمالية، أطلق عبد البهاء لقب «بطرس بهاء» و«كولومبوس الثاني» و«فاتح أمريكا» على خير الله. كتب عبد البهاء: لوح لإبراهيم جورج خيرالله.